# 津市立南郊中学校

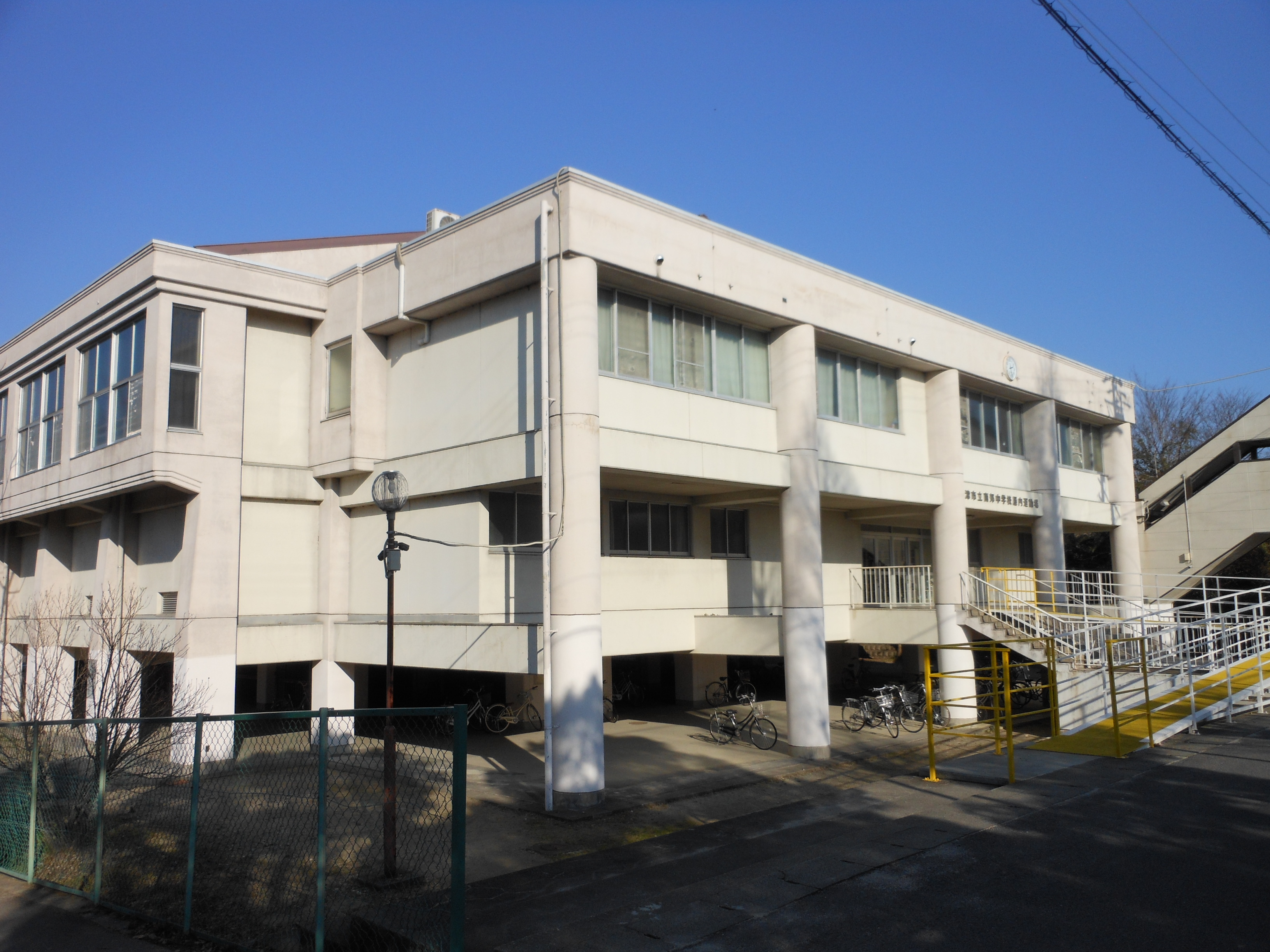
体育館

津市立南郊中学校（つしりつ なんこうちゅうがっこう）は、三重県津市高茶屋四丁目にある、公立の中学校。同市城山一丁目12番3号にあすなろ分校（あすなろぶんこう）を設置していた。
2012年（平成24年）5月1日現在の生徒数は13学級408人、特別支援学級は2学級7人。あすなろ分校は5学級31人。

## 施設
- 校地面積：15,263m2[3]
  - 校舎面積：5,589m2（鉄筋造、一部木造、鉄骨造）[3]
  - 運動場面積：9,348m2[3]
  - 体育館面積：1,369m2[3]
- あすなろ分校校地面積：4,362m2[3]

## 沿革
- 1947年（昭和22年）
  - 4月15日 - 「津市立南郊中学校」として開校[4]。高茶屋小学校を本部とし、同校から3教室と藤水小学校から3教室を借用する[4]。
  - 5月5日 - 開校式を挙行[4]。
- 1948年（昭和23年）
  - 1月30日 - 払い下げを受けて[5]旧・津海軍工廠守衛本部を改造した新校舎へ移転[4]。津市初の独立校舎を持つ新制中学校となる[4]。
  - 6月および7月 - 連合国軍最高司令官総司令部の視察を受ける[4]。
- 1949年（昭和24年）5月 - 津市高等学校の移転により、同校が使用していた津海軍工廠本部跡へ移転[4]。
- 1952年（昭和27年）4月5日 - 雲出村の津市への編入合併が決まり、同村の生徒の受け入れを開始（香海中学校の学区を一部編入）[6]。
- 1953年（昭和28年） - 青年学級を設置[6]。
- 1954年（昭和29年） - 校歌・校旗を制定[6]。
- 1957年（昭和32年） - 草の実分校（肢体不自由者[7]）が開校[6]。
- 1962年（昭和37年）3月31日 - 草の実分校を閉校、翌4月1日から三重県立養護学校草の実分校が開校[7]。
- 1964年（昭和39年）10月 - 新校舎起工式を挙行[6]。
- 1965年（昭和40年）11月 - 新校舎（現校地）へ移転[6]。
- 1985年（昭和60年）
  - 4月 - あすなろ分校が開校[8]。
  - 6月2日 - 授業参観中に生徒が持ち込んだ瓶詰めの赤リンが爆発、2人が怪我をする[9]。
- 2008年（平成20年）11月8日 - 南郊地区人権フェスティバルを開催[10]。
- 2017年（平成29年）4月1日 - あすなろ分校を三重県立かがやき特別支援学校へ移管[1]。

## 通学区域
| 高茶屋小学校区 - 高茶屋小森町 - 高茶屋小森上野町 - 城山一丁目 - 三丁目 - 高茶屋一丁目 - 七丁目 | 雲出小学校学区 - 雲出本郷町 - 雲出長常町 - 雲出伊倉津町 - 雲出島貫町 - 雲出鋼管町 |

## 部活動
運動部
| - 剣道部 - サッカー部 - ソフトテニス部（男子・女子） - ソフトボール部 - 卓球部 | - バスケットボール部（男子・女子） - バドミントン部 - バレー部（女子） - 野球部 - 陸上部 |

文化部
| - 家庭部 - グローバルカルチャー部 - 人権サークル | - 吹奏楽部 吹奏楽部は三重県の中学校唯一のJAZZを奏でる吹奏楽部である。(2015年時点)三重県中のいろんなイベントに参加している。 - 美術部 |

## 学校行事
以下は2012年度のもの。
| - 4月 - 始業式・入学式 - 5月 - 修学旅行・職場体験 - 6月 - 体育祭 - 7月 - 三者懇談・終業式 - 9月 - 始業式 | - 10月 - 文化祭 - 11月 - 全校人権集会 - 12月 - 三者懇談・終業式 - 1月 - 始業式 - 3月 - 卒業式・修了式 |

## 周辺
西隣に三重県立盲学校、北隣に津市立高茶屋小学校がある。三重交通路線バス「警察学校」バス停より徒歩約7分（約600m）、JR紀勢本線高茶屋駅より徒歩約8分（約700m）である。
- 三重中央自動車学校
- 三重県警察学校
- 津市高茶屋市民センター

## その他
- 南郊中学校生徒会が編集していた『南郊新聞』の第1号（1949年7月10日）と第2号（1949年9月10日）がマイクロフィルムの形で国立国会図書館憲政資料室に保存されている[14]。
- 村上しいこの小説『ダッシュ!』（講談社）に登場する南沢中学校は、南郊中学校をモデルとしている[15]。同書のあとがきには南郊中の生徒への感謝の言葉がつづられている[16]。
- 「ナイトスクール」と称される学校支援組織による学力向上の取り組みが行われている[17]。